# Jamie T
Jamie Treays (mest känd under sitt artistnamn Jamie T) är en brittisk singer/songwriter, född 1986 i stadsdelen Wimbledon i London, Storbritannien. Han slog igenom 2006 med låten Sheila som blev en hit i hemlandet. Uppföljaren If You Got The Money, som bland annat innehåller samplingar från Inner Circles låt Sweat (A La La La La Long) blev även en mindre hit i Sverige. I januari 2007 släppte Jamie T sitt debutalbum, Panic Prevention. I slutet av augusti 2009 släpptes den fyra spår långa Chaka Demus EP med bland andra singeln Chaka Demus från det kommande albumet Kings and Queens. Han sjunger med en karaktäristisk brittisk dialekt.
Jamies band kallas för "The Pacemakers" och består av Jamies närmaste vänner. I de allra flesta låtarna Jamie skriver relaterar han till verkliga händelser och erfarenheter, antingen från sitt eller sina vänners liv.

## Diskografi

### Studioalbum
- Panic Prevention (2007)
- Chaka Demus EP (2009)
- Kings and Queens (2009)
- Sticks 'n' Stones EP (2009)
- The man's machine EP (2009)

## Utmärkelser
- Pris för bästa soloartist 2007 på brittiska NME Awards.
- Veckans hitvarning på ZTV med låten If You Got The Money.
- 3:e plats på Musikbyråns årsbästalista 2007 för albumet Panic Prevention.